# Albanidrilus cultrifer
Albanidrilus cultrifer är en ringmaskart som beskrevs av Erséus 1997. Albanidrilus cultrifer ingår i släktet Albanidrilus och familjen glattmaskar. Inga underarter finns listade i Catalogue of Life.